# Anthe (satelit)
Anthe /'an.te/ este un satelit natural foarte mic al lui Saturn situat între orbitele lui Mimas și Enceladus. Este cunoscut și sub numele de Saturn XLIX; denumirea sa provizorie a fost S/2007 S 4. Este numit după una dintre Alkyonide; numele înseamnă înflorat. Este al șaizecilea satelit confirmat al lui Saturn. 
A fost descoperit de către Cassini Imaging Team în imagini făcute pe 30 mai 2007.  Odată ce descoperirea a fost făcută, o căutare în imaginile mai vechi Cassini l-a dezvăluit în observații din iunie 2004. A fost anunțat pentru prima dată pe 18 iulie 2007. 

Imagini de descoperire ale lui Anthe

Anthe este vizibil afectat de o rezonanță perturbatoare de longitudine medie de 10:11 cu Mimas care este mult mai mare. Acest lucru face ca elementele sale orbitale osculatoare să varieze cu o amplitudine de aproximativ 20 km pentru semiaxa mare pe o perioadă de timp de aproximativ 2 ani pământești. Apropierea mare de orbitele lui Pallene și Methone sugerează că acești sateliți pot forma o familie dinamică.

Materialul arucat de pe Anthe de impacturi cu micrometeoroizi⁠(d) este considerat a fi sursa Arcului de Inel Anthe, un inel parțial, slab, în jurul lui Saturn, coorbital cu satelitul, detectat pentru prima dată în iunie 2007.  